# Ники (партия)
Демократическое патриотическое движение – «Победа» (греч. Δημοκρατικό Πατριωτικό Κίνημα - Νίκη, или просто «Ни́ки», «Νίκη») — греческая правая политическая партия, делающая упор на православные традиции. Основана Димитрисом Нациосом в 2019 году.
Основные ценности определены как «вера, отечество и семья».
Димитрис Нациос основал партию 17 июня 2019 года, в первую годовщину подписания Преспанского соглашения о новом конституционном названии Северной Македонии. Партия полностью отвергает Преспанское соглашение.
По отношению к вторжению России на Украину партия не согласна с поддержкой Грецией Украины.
На парламентских выборах 21 мая 2023 года партия не преодолела трёхпроцентный барьер. По результатам повторных парламентских выборов 25 июня партия получила 10 из 300 мест в парламенте Греции. Кандидат от «Ники» в заместители спикера парламента Йоргос Апосталис (Γιώργος Αποστάλης) не был избран.